# Bitwa o Port-en-Bessin
Bitwa o Port-en-Bessin, znana również jako operacja Aubery – bitwa stoczona w dniach 7–8 czerwca 1944 r. w małym francuskim porcie rybackim Port-en-Bessin na zachód od Arromanches podczas lądowania w Normandii w toku II wojnie światowej. Wioska znajdowała się pomiędzy plażą Omaha na zachodzie w sektorze amerykańskiego V Korpusu, a plażą Gold na wschodzie w sektorze brytyjskiego XXX Korpusu. Cel został uchwycony przez No. 47 Commando Royal Marines z 4 Brygady SAS.

## Tło sytuacyjne
Port znajdował się pomiędzy plażami Omaha i Gold i był blisko miejsca o kryptonimie Blay, potencjalnej lokalizacji stanowiska dowodzenia feldmarszałka Bernarda Montgomery'ego, dowódcy alianckich sił lądowych. Brytyjskie magazyny benzyny i ropy naftowej miały również powstać w pobliżu portu, amerykańskie zaś w Sainte-Honorine-des-Pertes 3,2 km na zachód, w miejscu skrytym pod kryptonimem Tombola, które miało być zaopatrywane z tankowców na morzu, przy użyciu rurociągów umieszczonych na bojach. Pierwszy rurociąg do Port-en-Bessin został otwarty 25 czerwca.

## Preludium

### Inwazja na Normandię

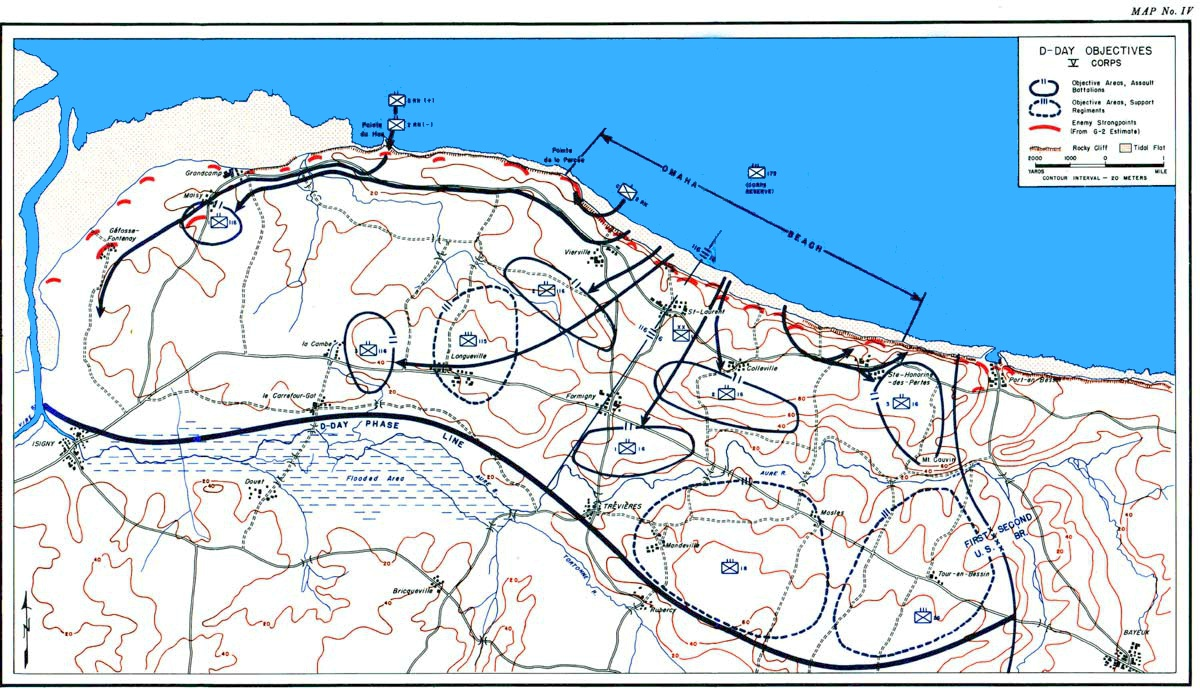
Oficjalna mapa pokazująca cele amerykańskiego V Korpusu w dniu inwazji, Port-en-Bessin znajduje się na wschodniej flance plaży Omaha

Żołnierze No. 47 Commando Royal Marines weszła na statki transportowe floty inwazyjnej 3 czerwca 1944 r. i opuściła Solent na dwóch okrętach 5 czerwca. O 5:00 rano 6 czerwca 13 km od wybrzeża Normandii, załadowano ich do 14 szturmowych łodzi desantowych (LCA), z których każda przewoziła 30 żołnierzy piechoty morskiej i kierowała się na plażę Gold. Wkrótce wielkie działa w Le Hamel i Longues były w stanie ostrzeliwać zbliżające się LCA. W wyniku tego jedna barka została trafiona i zatonęła, dwunastu marines zginęło od wybuchu lub utonęło, a jedenastu zostało poważnie rannych, lecz wciąż byli w stanie dotrzeć na brzeg. Gdy LCA dopłynęły do brzegu, musiały pokonać szeroki pas bram belgijskich zbudowanych ze stalowych dźwigarów, z których wiele było dodatkowo zaminowanych. przypływ zakrył wiele przeszkód, więc LCA przeszły ponad nimi, uniemożliwiając usunięcie przeszkód przez marines, a cztery łodzie zostały rozerwane i zatopione przez dołączone do fortyfikacji materiały wybuchowe. Niektórzy żołnierze piechoty morskiej dopłynęli na brzeg wpław, ale stracono 43 ludzi i przypadła znaczna część wyposażenia jednostki.

### Lądowanie

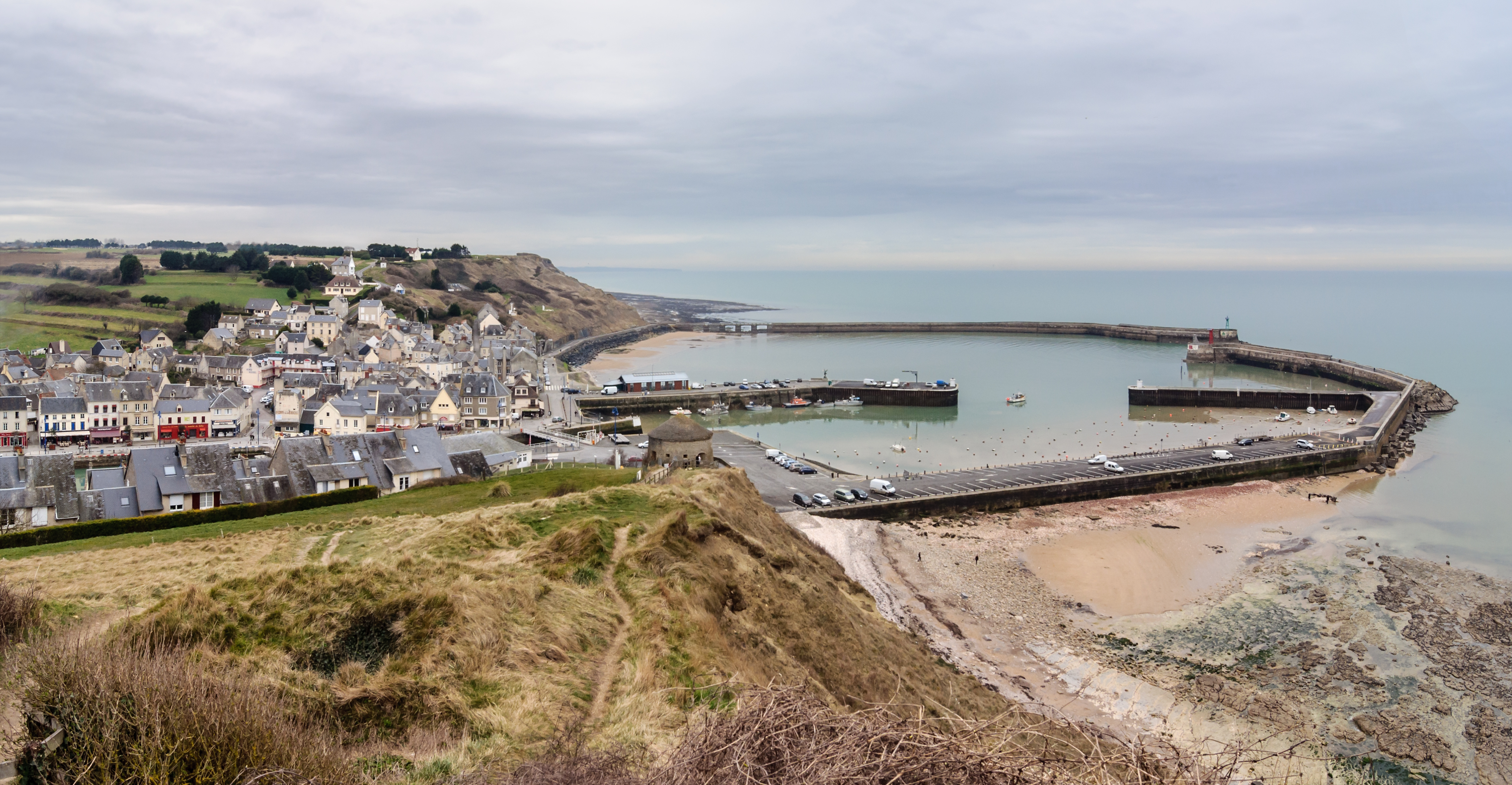
Port-en-Bessin (widok współczesny)

Po zgromadzeniu się na plaży, w No. 47 Commando pozostało około 300 ludzi, straciła ona do tej pory 28 zabitych, 21 rannych i 27 zaginionych. Wobec zatopienia własnego sprzętu łączności, komandosi pożyczyli radio z kwatery głównej 231 Brygady Piechoty i ruszyli przez wieś w kierunku Port-en-Bessin. Marines otrzymali rozkaz unikania oddziałów niemieckiego 726 Pułku 716 Dywizji Piechoty w Longues-sur-Mer na drodze z Arromanches do Port-en-Bessin, przemieszczając się w głąb lądu, zanim skierują się do portu 19 km na zachód, łącząc się z amerykańską 1 Armią, która zbliżała się z plaży Omaha. Wczesnym wieczorem No. 47 Commando spotkała żołnierzy niemieckich w La Rosière, gdzie zginął jeden komandos, a 11 zostało rannych. Brytyjczycy podnosili niemiecką broń i amunicję, aby nadrobić braku w sprzęcie, który zgubili podczas lądowania. Zanim zaszło słońce w dniu inwazji, No. 47 Commando dotarła do Punktu 72 w Escures, około 2,4 km od portu, gdzie komandosi się okopali, aby przygotować się do ataku na pozycje niemieckie w okolicach Port-en-Bessin wczesnym rankiem.

## Bitwa
Główne umocnienia Port-en-Bessin znajdowały się na wysokich na 61 m klifach, znanych jako cechy zachodnie i wschodnie, po obu stronach zagłębienia, w którym leżał port. Umocnione żelbetonem pozycje zostały wybudowane na południe od portu przy drodze do Bayeux, z większą ochroną w samym porcie. Przed naprawą sieci bezprzewodowej w celu zorganizowania ognia osłonowego, marines rozpoczęli walkę, idąc od domu do portu przez port. Pozycje obronne na drodze do Bayeux zostały ostrzelane ogniem zaporowym i szybko pokonane, a ich obrońcy wzięci do niewoli. Po południu, po ostrzale w wykonaniu artylerii okrętowej lekkiego krążownika HMS Emerald i trzech dywizjonów Typhoonów strzelających rakietami RP-3, zaatakowano umocnione punkty na klifie i schwytano załogę zachodnich umocnień. Oddział atakujący wschodnie fortyfikacje przesuwał się do przodu pod ostrzałem z broni osobistej i karabinów maszynowych oraz przy wybuchających wkoło granatach zrzucanych w dół zbocza, które również było zaminowane i pokryte zasięgiem ukrytych miotaczy ognia. Kiedy żołnierze piechoty morskiej znajdowali się już na zboczu, dwa niemieckie okręty przeciwlotnicze w porcie otworzyły ogień, zabijając 12 i raniąc 17 ludzi, czyli więcej niż połowę atakujących brytyjskich żołnierzy w ciągu kilku minut, zmuszając ich do wycofania się.

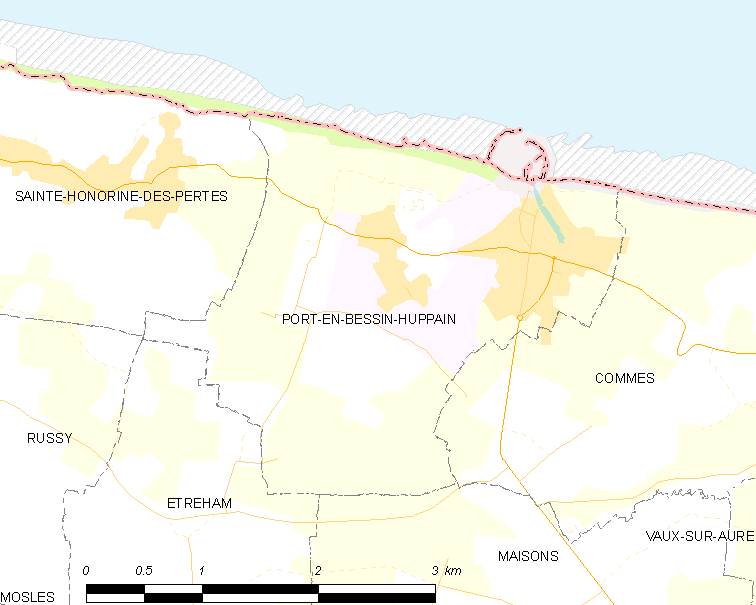
Mapa obszaru Port-en-Bessin

Niemieckie kontrataki opanowały umieszczoną z tyłu kwaterę dowodzenia komandosów, a atak na drogę Escures–Port-en-Bessin odciął oddział broniący Escures. Siły komandosów w porcie zostały zredukowane do 280 żołnierzy, z których wielu zostało rannych, ale brak amunicji został pokonany dzięki kilku żołnierzom 522. kompanii Royal Army Service Corps, którzy prowadzili zapasy pod ostrzałem z niemieckich karabinów maszynowych i czołgów. Niemiecka obrona w rejonie portu składała się z rozproszonych punktów umocnionych, które marines atakowali indywidualnie i stopniowo oczyszczali port w serii kosztownych ataków. Okręty przeciwlotnicze kontynuowały ostrzał, aż zaczęło brakować im amunicji. Kpt. Terry Cousins poprowadził patrol rozpoznawczy w kierunku wschodniej części klifu i znalazł zygzakowatą ścieżkę do umocnień na szczycie. Gdy zapadła ciemność, Cousins poprowadził grupę złożoną z czterech oficerów i 25 szeregowców na wzgórze. Niezauważeni przez nikogo zaskoczyli obrońców, którzy wpadli w zamieszanie. Marines natrafili następnie na betonowy bunkier, do którego rzucił się Cousins i czterech żołnierzy. Kapitan zginął od wybuchu granatu, a towarzyszący mu ludzie zostali ranni, lecz załoga niemieckiego bunkra poddała się. Przytłoczeni liczebnie przez Niemców cztery do jednego, wspinali się w górę przez betonowe umocnienia, okopy, miny i drut kolczasty. Niemieckie pozycje były zdobywane jedna po drugiej, a przed świtem zdobyta została wschodnia cześć klifu. Jej upadek przekonał Niemców pozostałych wciąż jeszcze po zachodniej stronie do poddania się. Kpt. Terry'ego Cousinsa przedstawiono pośmiertnie do odznaczenia Krzyżem Wiktorii za jego przywództwo, odwagę i inicjatywę, ale wniosek został odrzucony ku oburzeniu komandosów. O 4:00 rano 8 czerwca dowódca niemieckiego garnizonu i jego 300 ludzi poddali się.

## Następstwa

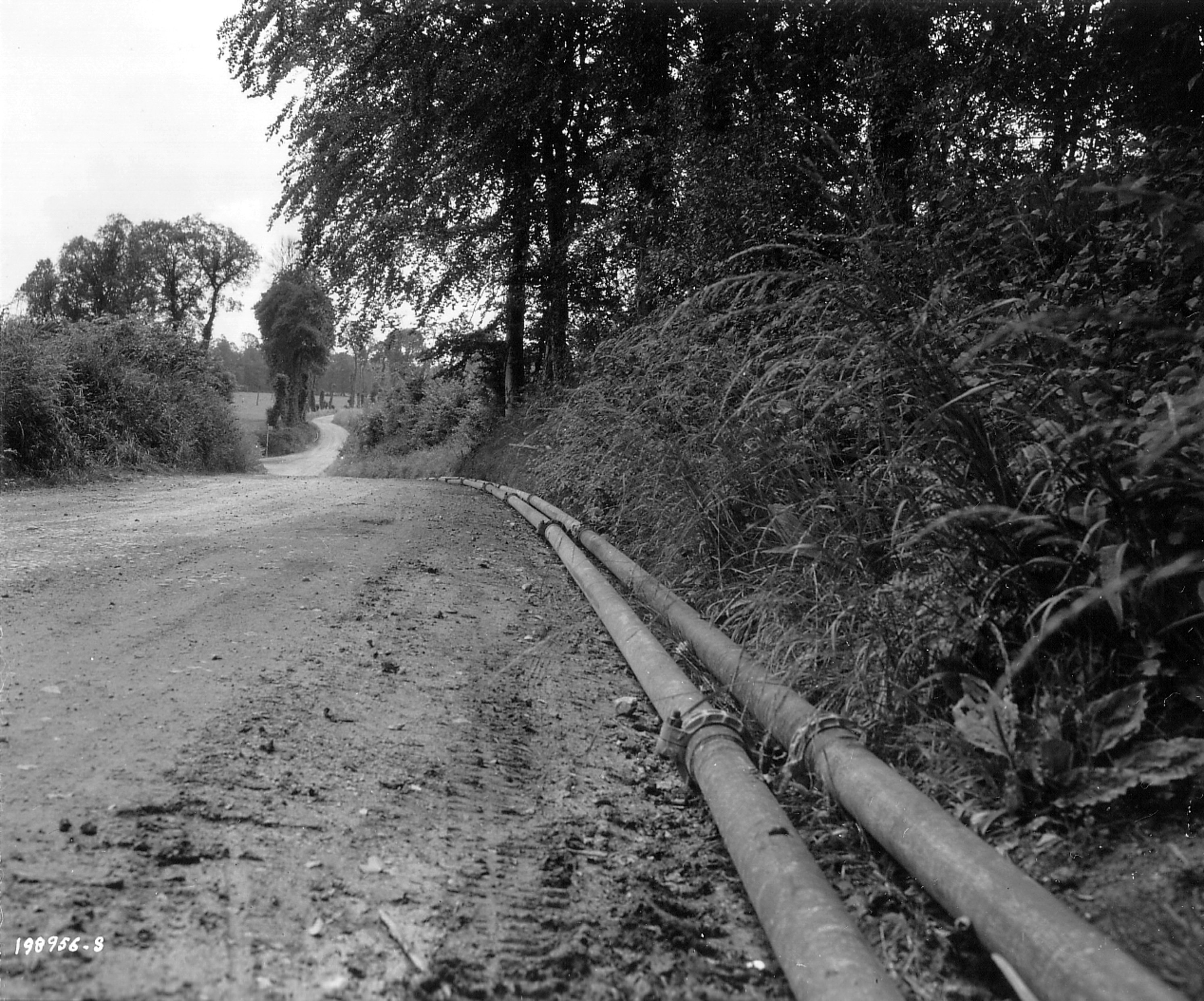
Rurociąg PLUTO biegnący przez Port-en-Bessin

### Analiza
Do świtu 8 czerwca No. 47 Commando została zredukowana do ok. 200 żołnierzy. Batalion otrzymał rozkaz przeniesienia się w rejon Douvres-la-Délivrande, a następnie nakazano mu ruszyć na wschód od rzeki Orne, aby wzmocnić brytyjską 6 Dywizję Powietrznodesantową. Gen. Brian Horrocks, dowódca XXX Korpusu pod koniec kampanii w Normandii napisał o zdobyciu Port-en-Bessin przez No. 47 Commando: „Wątpliwe jest, czy w ich długiej, wybitnej historii ci żołnierze kiedykolwiek osiągnęli coś piękniejszego”. Z kolei Robert Bruce Lockhart, historyk i dyrektor generalny British Political Warfare Executive podczas II wojny światowej, opisał działania No. 47 Commando jako „najbardziej spektakularny ze wszystkich wyczynów komandosów podczas inwazji”.
Następnego dnia żołnierze z 16 Pułku Piechoty, którzy wylądowali na plaży Omaha 6 czerwca, przenieśli się w kierunku Port-en-Bessin i ostatecznie połączyli się z No. 47 Commando, scalając brytyjskie i amerykańskie przyczółki. Główny amerykański terminal PLUTO początkowo miał być zlokalizowany w Cherbourgu, jednak miasto nie zostało ostatecznie zdobyte do 30 czerwca, dlatego Port-en-Bessin odegrał kluczową rolę w zaopatrywaniu armii alianckich walczących w Normandii w pierwszym miesiącu walk.